# Campeonato Africano de Atletismo de 2024 - 110 m com barreiras masculino
A prova dos 110 metros com barreiras masculino do Campeonato Africano de Atletismo de 2024 foi disputada nos dias 24 e 25 de junho, no Estádio de Japoma, em Duala, nos Camarões.

## Recordes
Antes desta competição, os recordes mundiais e do campeonato nesta prova eram os seguintes:
|                       | Nome           | Nacionalidade  | Tempo  | Local    | Data                  |
| --------------------- | -------------- | -------------- | ------ | -------- | --------------------- |
| Recorde mundial       | Aries Merritt  | Estados Unidos | 12s 80 | Bruxelas | 7 de setembro de 2012 |
| Recorde do campeonato | Antonio Alkana | África do Sul  | 13s 43 | Durban   | 25 de junho de 2016   |
| Recorde africano      | Antonio Alkana | África do Sul  | 13s 11 | Praga    | 5 de junho de 2017    |

Os seguintes recordes foram estabelecidos durante esta competição:
| Data        | Evento | Atleta               | Nacionalidade | Tempo  | Notas                 |
| ----------- | ------ | -------------------- | ------------- | ------ | --------------------- |
| 25 de junho | Final  | Louis François Mendy | Senegal       | 13S 49 | Recorde do campeonato |

## Medalhistas
| Ouro                       | Prata                | Bronze                    |
| Louis François Mendy (SEN) | Amine Bouanani (ALG) | Yousuf Badawy Sayed (EGY) |

## Cronograma
Todos os horários são locais (UTC+1).
| Data        | Hora  | Evento  |
| ----------- | ----- | ------- |
| 24 de junho | 16:45 | Bateria |
| 25 de junho | 18:10 | Final   |

## Resultados

### Bateria
Qualificação: 2 atletas de cada bateria (Q) mais os 2 melhores qualificados (q).
Vento:
Bateria 1: +0.1 m/s, Bateria 2: +1.0 m/s, Bateria 3: +0.3 m/s
| Posição | Bateria | Atleta               | Nacionalidade   | Tempo | Notas  |
| ------- | ------- | -------------------- | --------------- | ----- | ------ |
| 1       | 1       | Louis François Mendy | Senegal         | 13.58 | Q      |
| 2       | 2       | Amine Bouanani       | Argélia         | 13.60 | Q      |
| 3       | 3       | Jérémie Lararaudeuse | Ilhas Maurícias | 13.60 | Q      |
| 4       | 3       | Saguirou Badamassi   | Níger           | 13.73 | Q      |
| 5       | 2       | Matteo Ngo           | Camarões        | 13.77 | Q, DSQ |
| 6       | 2       | Alexander Chukwukelu | Nigéria         | 13.80 | q      |
| 7       | 1       | Yousuf Badawy Sayed  | Egito           | 13.95 | Q      |
| 8       | 1       | Alexandre Landinaff  | Ilhas Maurícias | 13.98 | q      |
| 9       | 2       | SW Nel               | África do Sul   | 14.04 |        |
| 10      | 3       | Cameron Ngo          | Camarões        | 14.09 |        |
| 11      | 1       | Jorim Bangue         | Camarões        | 14.12 |        |
| 12      | 3       | Richard Diawara      | Mali            | 14.19 |        |
| 13      | 1       | Denmar Jacobs        | África do Sul   | 15.16 |        |
| 99      | 2       | Yohannes Goshu       | Etiópia         | DSQ   | [ 6 ]  |
| 99      | 2       | Tshotlego Frecky     | Botswana        | DSQ   | [ 6 ]  |
| 99      | 2       | Kemorena Tisang      | Botswana        | DNS   |        |
| 99      | 2       | Moses Koroma         | Serra Leoa      | DNS   |        |

### Final
A final ocorreu dia 25 de junho às 18:10.
Vento: +0.4 m/s
| Posição           | Raia | Atleta               | Nacionalidade   | Tempo | Notas                 |
| ----------------- | ---- | -------------------- | --------------- | ----- | --------------------- |
| Medalha de ouro   | 4    | Louis François Mendy | Senegal         | 13.49 | Recorde do campeonato |
| Medalha de prata  | 6    | Amine Bouanani       | Argélia         | 13.59 |                       |
| Medalha de bronze | 8    | Yousuf Badawy Sayed  | Egito           | 13.79 |                       |
| 8                 | 7    | Matteo Ngo           | Camarões        | 13.80 | DSQ                   |
| 4                 | 3    | Saguirou Badamassi   | Níger           | 13.86 |                       |
| 5                 | 5    | Jérémie Lararaudeuse | Ilhas Maurícias | 13.87 |                       |
| 6                 | 1    | Alexander Chukwukelu | Nigéria         | 14.26 |                       |
| 7                 | 2    | Alexandre Landinaff  | Ilhas Maurícias | 14.42 |                       |

Legenda
| Recorde mundial       | Recorde mundial (World record)               |                       | Recorde africano                      | Recorde africano (African) |                                           | Q | Classificado por posição (Qualified) |
| Recorde do campeonato | Recorde do campeonato (Championship record)  | Recorde da América    | Recorde da América (Americas)         | q                          | Classificado por melhor tempo (Qualified) |   |                                      |
| Melhor marca do ano   | Melhor marca do ano (World leading)          | Recorde asiático      | Recorde asiático (Asian)              | DNS                        | Não largou (Did not start)                |   |                                      |
| Recorde nacional      | Recorde nacional (National record)           | Recorde europeu       | Recorde europeu (European)            | DNF                        | Não terminou (Did not finish)             |   |                                      |
| Recorde pessoal       | Recorde pessoal do atleta (Personal best)    | Recorde da Oceania    | Recorde da Oceania (Oceania)          | DSQ / DQ                   | Desclassificado (Disqualified)            |   |                                      |
| Recorde da temporada  | Recorde da temporada do atleta (Season best) | Recorde sul-americano | Recorde sul-americano (South America) | NM                         | Sem marca (No mark)                       |   |                                      |